# Bakhmétievka
Bakhmétievka (en rus: Бахметьевка) és un poble de l'óblast d'Uliànovsk, a Rússia, que en el cens del 2010 tenia vuit habitants. Pertany al districte d'Inza.